# Чжан Цзин (конькобежец)
Чжан Цзин (кит. упр. 张晶, англ. Zhang Jing, род. 18 октября 1973) года, провинция Цзилинь  — китайская шорт-трекистка. Серебряная призёр чемпионата мира 1994 года.

## Биография
Чжан Цзин начала кататься на коньках в родной провинции Цзилине. Её лучшей подругой являлась Ли Янь, будущий тренер сборной Китая. В 1991 году Чжан участвовала на чемпионате Азии и на одной из дистанции столкнулась со своей соперницей, которая при падении лезвием конька порезала ей вену на левой ноге. Эта травма скажется в будущем на её карьере. Чжан в течение полутора лет восстанавливалась и тренировалась, пока не вернулась к соревнованиям. 
В феврале 1993 года на Универсиаде в Закопане заняла второе место на дистанции 3000 м и выиграла золотую медаль в эстафете. В 1994 году участвовала вместе с командой на  зимних Олимпийских играх в Лиллехаммере, но осталась запасной в эстафете, а в марте на чемпионате мира в Гилфорде выиграла серебряную медаль в эстафете вместе с Ван Сюлань, Ян Ян (А) и Чжан Яньмэй и Су Сяохуа.
В 1997 году Чжан Цзин завершила карьеру спортсменки из-за старой травмы, но конькобежный спорт не оставила. Она стала тренером команды города Чанчунь, а позже стала тренировать команду провинции Цзилинь. С лета 2007 года начала заниматься с братьями Шандор Шаолинь Лю и Лю Шаоанг из Венгрии. В феврале 2012 года стала главным тренером венгерской сборной, она помогла европейской нации завоевать более 150 медалей в шорт-треке, в том числе золото первых Зимних игр в мужской эстафете на 5000 м, в составе Виктора Кноха, Чабы Бурьян, Шандора Шаолинь Лю и Лю Шаоанга. 
В знак признания ее усилий на зимних Олимпийских играх 2018 года президент Венгрии  Янош Адер пригласил Чжан и ее команду в президентский дворец в Будапеште на праздничный банкет, где была награждена “Медалью Венгерского офицерского креста за заслуги". Осенью 2018 года Чжан была приглашена в качестве технического консультанта в зарубежном тренировочном лагере китайской команды по шорт-треку в Будапеште, где тренируются 16 спортсменов из Китая. В сою команду она пригласила тренеров, в том числе Чжан Яньмэй и британку Элизу Кристи.
2 декабря 2019 года венгерский конькобежец Чаба Бурьян - Олимпийский чемпион Пхёнчхана оскорбил Китай нецензурной бранью в соцсетях после того, как прилетел на соревнования и очень долго ожидал в аэропорту Шанхая на границе досмотра. После этой новости Чжан Цзин заявила, что уходит с поста тренера венгерской сборной. На следующий день Венгерская национальная ассоциация конькобежцев опубликовала заявление, где извиняется за Чабу Бурьян, а самого спортсмена отправили обратно в Венгрию. Сам же Чаба Бурьян также извинился за вои слова публично. Чжан осталась тренером венгерской сборной.